# Gerrit Dirk Rehorst

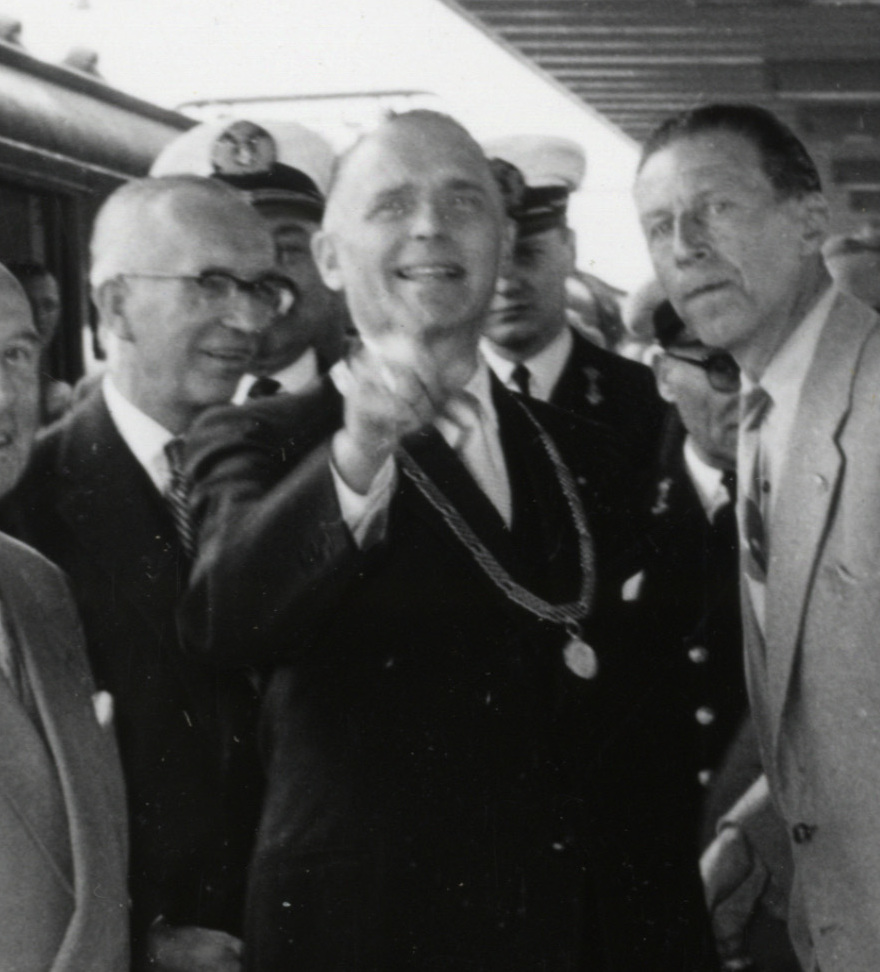
Burgemeester mr. G.D. Rehorst (1958)

Gerrit Dirk Rehorst (Berkenwoude, 22 september 1902 - Utrecht, 16 februari 1981) was een Nederlands politicus van de PvdA.
Hij was een boerenzoon en was na de lagere school tot zijn 18e werkzaam op het familiebedrijf. Hij wilde toch wat anders en werd volontair bij de gemeente Berkenwoude, was van 1924 tot 1927 ambtenaar bij de gemeente Ouderkerk aan den IJssel en daarna werd hij eerste ambtenaar en gemeente-ontvanger in Neede. Midden 1930 volgde hij de overleden A. Banning op als secretaris-ontvanger bij de gemeente Westzaan en in november 1936 werd Rehorst benoemd tot burgemeester van Callantsoog. Begin januari 1944 werd hij ontslagen waarop de NSB-burgemeester van Zijpe tevens waarnemend burgemeester van Callantsoog werd. Rehorst kon zich toen met zelfstudie richten op het afronden van zijn rechtenstudie. Eind 1945 is hij daarin afgestudeerd aan de Rijksuniversiteit Utrecht. Na de bevrijding keerde hij terug als burgemeester van Callantsoog en in januari 1946 volgde zijn benoeming tot burgemeester van Texel. Van 1950 tot zijn pensionering in 1967 was hij de burgemeester van Den Helder. 
Rehorst overleed in 1981 op 78-jarige leeftijd. Het Rehorstpark in Den Helder is naar hem vernoemd.